# Dichapetalum filicaule
Dichapetalum filicaule är en tvåhjärtbladig växtart som beskrevs av Bretel.. Dichapetalum filicaule ingår i släktet Dichapetalum och familjen Dichapetalaceae. Inga underarter finns listade i Catalogue of Life.